# Lynsey Baxter
Lynsey Baxter (West Ham, Londres, 7 de maio de 1959) é uma atriz inglesa.
Ela nasceu em Londres em 7 de maio de 1959. Ela começou como uma atriz mirim em 1974, e mais tarde treinou na Royal Academy of Dramatic Art (RADA). Ela tem trabalhado no teatro, televisão, cinema, rádio, e voiceover.
Baxter treinou reflexologia em 1998, enquanto aparecendo na série de televisão Dangerfield, e em seu tempo livre trabalhou em hospitais. Ela também foi relatada como uma massagista corretiva treinada e conselheira transpessoal.

## Filmografia

### Filme
| Ano  | Título                        | Papel          | Notas |
| ---- | ----------------------------- | -------------- | ----- |
| 1981 | The French Lieutenant's Woman | Ernestina      |       |
| 1984 | Real Life                     | Jackie         |       |
| 1988 | The Girl in the Swing         | Barbara        |       |
| 1992 | The Pleasure Principle        | Sammy          |       |
| 1996 | The Cold Light of Day         | Milena Tatour  |       |
| 2003 | The Bone Hunter               | Henini         |       |
| 2003 | The Gospel of John            | Mary Magdalene |       |
| 2005 | Can't Stop Breathing          | Louise         | Curta |

### Televisão
| Ano  | Título                                   | Papel                    | Notas                                               |
| ---- | ---------------------------------------- | ------------------------ | --------------------------------------------------- |
| 1974 | The Little Match Girl                    | Little Match Girl        | Filme para TV                                       |
| 1976 | Peter Pan                                | Jane                     | Filme para TV                                       |
| 1976 | Operation Patch                          | Betsy Cosserat           | Série de TV                                         |
| 1976 | Dickens of London                        | Orfling                  | Minissérie para TV                                  |
| 1978 | The Prime of Miss Jean Brodie            | Sandy Stranger           | Série de TV                                         |
| 1978 | The Devil's Crown                        | Isabella of Angoulême    | Papel recorrente                                    |
| 1983 | To the Lighthouse                        | Nancy Ramsay             | Filme para TV                                       |
| 1983 | Agatha Christie's Partners in Crime      | Lois Hargreaves          | "The House of Lurking Death"                        |
| 1984 | Horizon                                  | Margaret Howard          | "The Intelligence Man"                              |
| 1984 | Tales of the Unexpected                  | Jane                     | "Accidental Death"                                  |
| 1984 | The Gentle Touch                         | Sally Wyatt              | "Mad Dog"                                           |
| 1987 | Succubus                                 | Jane                     | Filme para TV                                       |
| 1987 | Screen Two                               | Mariella                 | "Hedgehog Wedding"                                  |
| 1988 | The Ray Bradbury Theater                 | Katherine                | "Punishment Without Crime"                          |
| 1988 | Screenplay                               | Elizabeth                | "Starlings"                                         |
| 1988 | Bust                                     | Sarah Sturgis            | "Love Bait"                                         |
| 1989 | After the War                            | Felicity Hale            | "Love and Kisses"                                   |
| 1989 | Goldeneye                                | Wren Lieutenant          | Filme para TV                                       |
| 1989 | Saracen                                  | Juliet Isted             | "Decoy"                                             |
| 1989 | Act of Will                              | Jane Sedgewick           | "1.4"                                               |
| 1989 | Snakes and Ladders                       | Serena                   | "1.5", "1.6", "1.7"                                 |
| 1990 | Bergerac                                 | Joanna Carter            | "Roots of Evil"                                     |
| 1990 | Chancer                                  | Victoria Douglas         | 13                                                  |
| 1991 | Zorro                                    | Rosalinda de la Fuente   | "The Devil's Fortress: Parts 1 & 2"                 |
| 1991 | 4 Play                                   | Zoe                      | "Seduction"                                         |
| 1991 | Clarissa                                 | Arabella "Bella" Harlowe | Minissérie para TV                                  |
| 1992 | Screen Two                               | Madalena                 | "The Grass Arena"                                   |
| 1992 | Natural Lies                             | Lucy                     | "1.1", "1.2", "1.3"                                 |
| 1992 | Boon                                     | Karen Verdi              | "Queen's Gambit"                                    |
| 1993 | The Mushroom Picker                      | Clea                     | Minissérie para TV                                  |
| 1993 | The Darling Buds of May                  | Jasmine Brown            | "Cast Your Pearls Not Before Swine: Part 2"         |
| 1993 | The Comic Strip Presents...              | Helen Wilson             | "Queen of the Wild Frontier"                        |
| 1993 | The Young Indiana Jones Chronicles       | Margaret Trappe          | "Young Indiana Jones and the Phantom Train of Doom" |
| 1993 | Remember                                 | Danielle                 | Filme para TV                                       |
| 1994 | I Spy Returns                            | Santina                  | Filme para TV                                       |
| 1994 | Broken Lives                             | Duchess of Beaufort      | Filme para TV                                       |
| 1994 | Without Walls                            | Lucrezia Borgia          | "Lucrezia Borgia Reveals All"                       |
| 1994 | The Trial of Lord Lucan                  | Lady Lucan               | Filme para TV                                       |
| 1995 | Le blanc à lunettes                      | Lady Makinson            | Filme para TV                                       |
| 1995 | Bugs                                     | Sally                    | "Manna from Heaven"                                 |
| 1996 | Casualty                                 | Sarah Leonard            | "Chain Reactions"                                   |
| 1996 | Pie in the Sky                           | Sasha Wilkes             | "New Leaf"                                          |
| 1997 | Harry Enfield's Television Programme     | Miss Baxter              | "2.3"                                               |
| 1997 | Bramwell                                 | Laura Talbot             | "3.7"                                               |
| 1998 | Dangerfield                              | Beth Saunders            | Papel recorrente                                    |
| 1999 | An Evil Streak                           | Catherine Mereday        | "1.1", "1.2", "1.3"                                 |
| 1999 | Psychos                                  | Dr. Karen Smith          | Minissérie para TV                                  |
| 2000 | Gormenghast                              | Cora Groan               | Minissérie para TV                                  |
| 2000 | Peak Practice                            | Kate Turner              | Papel recorrente                                    |
| 2001 | Doc Martin                               | Petronella               | Filme para TV                                       |
| 2001 | Judge John Deed                          | Dr. Helena Bellew        | "Hidden Agenda"                                     |
| 2002 | Manchild                                 | Marilyn                  | "Four of a Kind"                                    |
| 2003 | Hardware                                 | Jean                     | "Naked"                                             |
| 2003 | Doc Martin and the Legend of the Cloutie | Petronella               | Filme para TV                                       |
| 2003 | Absolute Power                           | Virginia Harcourt        | "Country Life"                                      |
| 2004 | Rosemary & Thyme                         | Marcia Pearson           | "Orpheus in the Undergrowth"                        |
| 2005 | The Walk                                 | Stephanie                | Filme para TV                                       |
| 2005 | Murder in Suburbia                       | Mary Soukis              | "Viva La Salsa"                                     |
| 2005 | Egypt                                    | Sarah Belzoni            | Minissérie para TV                                  |
| 2006 | Mayo                                     | Sandra                   | "1.4"                                               |
| 2006 | Rebus                                    | Belinda                  | "The Black Book"                                    |
| 2006 | Blue Murder                              | Claire Wray              | "Make Believe"                                      |
| 2010 | Lewis                                    | Ursula Van Tassel        | "Falling Darkness"                                  |

## Teatro
| Ano  | Título                | Papel            | Notas                          |
| ---- | --------------------- | ---------------- | ------------------------------ |
| 1974 | Next of Kin           | Lucy Lloyd       | National Theatre               |
| 1975 | Heroes                | The Girl         | Royal Court                    |
| 1977 | As You Like It        | Phoebe           | Royal Shakespeare Company      |
| 1977 | The Cherry Orchard    | Anya             | Nottingham Playhouse           |
| 1978 | The Dance of Death    | Judith           | [ 9 ]                          |
| 1979 | You Never Can Tell    | Dolly            | Lyric Theatre                  |
| 1979 | The Master Builder    | Hilde Wangel     |                                |
| 1979 | Brimstone and Treacle | Pattie           | Open Space                     |
| 1980 | Romeo and Juliet      | Juliet           | African Tour                   |
| 1981 | Heartbreak House      | Ellie Dunn       | Royal Exchange                 |
|      | Aunt Dan and Lemon    | Mindy            | Royal Court Theatre & New York |
| 1981 | Total Eclipse         | Matilde Verlaine | Lyric Theatre                  |
|      | The Lady from the Sea | Hilde Wangel     | Royal Exchange, Manchester     |
|      | The Dance of Death    | Judith           | Royal Shakespeare Company      |
| 1994 | Les Parents terribles | Madeleine        | National Theatre               |
|      | A Flea in Her Ear     | Eugenie          | Nottingham Playhouse           |
|      | The Devil's Disciple  | The Girl         | Royal Shakespeare Company      |
|      | The Zycoys            | Styopka          | Royal Shakespeare Company      |

## Rádio
- Kind Hearts and Coronets, BBC Radio (1995), as Sybella
- Abelard and Heloise, BBC Radio (1999)[3]

## Prêmios
- Novata Mais Promissora, Plays and Players Award[3]
- Melhor Atriz, Monte-Carlo Film and Television Festival, 1991, como Elizabeth em ScreenPlay: Starlings (1988).[3]